# Назавизів
Назави́зів — село в Україні, у Надвірнянській міській громаді Надвірнянського району Івано-Франківської області. Населення становить 1895 осіб.

## Розташування
Село, центр сільської Ради, розташоване за 4 км від районного центру, 3 км від залізничної станції Лісна Тарновиця. Через село проходить автомагістраль Івано-Франківськ — Рахів. Сільраді підпорядковане село Мирне.

## Герб
У зеленому щиті з вузькою лазуровою главою золотий вписаний міст з золотим возом, що стоїть на ньому, наповненим золотими снопами. Поверх глави золота східчаста зверху та знизу балка. У лазуровій опуклій зміщеній праворуч базі три срібні хвилеподібні балки.

## Населення

### Мова
Розподіл населення за рідною мовою за даними перепису 2001 року:
| Мова       | Кількість | Відсоток |
| ---------- | --------- | -------- |
| українська | 1888      | 99.63%   |
| російська  | 6         | 0.32%    |
| румунська  | 1         | 0.05%    |
| Усього     | 1895      | 100%     |

## Історія
Згадується 1 травня 1447 року в книгах галицького суду.
Перша письмова згадка про село належить до 1479 року.
У податковому реєстрі 1515 року в селі документується млин і 4 лани (близько 100 га) оброблюваної землі.
Селяни Назавизова бойкотували вибори до австрійського парламенту 1908 року і польського сейму в листопаді 1922 року

## Сьогодення
У селі є загальноосвітня школа I—III ступенів, клуб, бібліотека; фельдшерсько-акушерський пункт на 1 кабінет, філія зв'язку, ощадна каса. Село газифіковане і має часткове вуличне освітлення. На території села зареєстрована греко-католицька церква «Усікновення Чесної Голови Пророка Івана Хрестителя», парох — отець Роман Іванків. У радянський період церква  охоронялась як пам'ятка архітектури Української РСР (№ 1187). Церква датована 1820 роком, тризрубна, дерев'яна з маківками на дахах унікальної форми.
Докладніше: Церква Усікновення Чесної Голови Пророка Івана Хрестителя (Назавизів)

## Відомі люди
Народились
- Гурмак Василь Миколайович (нар. 1950) — український скульптор.
- Кугутяк Микола Васильович (нар. 1952) — український історик, директор Інституту історії і політології Прикарпатського національного університету імені Василя Стефаника, доктор історичних наук.
- Томин Юрій Михайлович (1941—2021) — український історик, кандидат історичних наук.
- Рудак Данило Дмитрович «Чорний» (1916—1948) — український військовик, сотник УПА (1946), лицар Бронзового Хреста Бойової Заслуги УПА (1946) та Срібного Хреста Бойової Заслуги УПА 2 класу (1946).
- Пилип'юк Мирослав Миколайович — головний інженер ЗУГРЕ, заслужений геофізик України, почесний розвідник надр.
- Гринішак Олег Юрійович (2002—2023) — український військовий, кавалер ордена "За мужність".